# Philippe Debureau
Philippe Debureau né le 25 avril 1960 à Hinges est un ancien handballeur ayant évolué au poste d'arrière. Il fut l'un des acteurs de la médaille de bronze obtenue par l'Équipe de France aux Jeux olympiques de 1992 à Barcelone.

## Palmarès

### Club
- Finaliste de la Coupe de France en 1991 avec Dunkerque (Nationale 1B)

### Équipe de France
Il totalise 177 sélections en équipe de France et a inscrit 574 buts.
- 1re place au Championnat du monde C 1986
- Médaillé d'argent aux Jeux méditerranéens de 1987 à Lattaquié,  Syrie
- 5e place au Championnat du monde B 1989
- 9e place au Championnat du monde 1990,  Tchécoslovaquie
- Médaille de bronze aux Jeux olympiques de 1992 à Barcelone,  Espagne

### Distinction individuelles
- 2e meilleur buteur du Championnat de France en Championnat de France 1982-1983 et Championnat de France 1986-1987
- élu meilleur arrière droit et 4e meilleur buteur du Championnat du monde B 1989
- 4e meilleur buteur du Championnat du monde 1990